# Jean Sénac
Jean Sénac (Béni-Saf, Algèria, 1926 - Alger, Algèria, 1973) és un poeta algerià conegut com «el poeta que firmava amb el sol», ja que sempre dibuixava l'astre solar sota la seva firma.
Membre de l'Associació d'Escriptors Algerians, l'any 1946 coneix Simone de Beauvoir i Emmanuel Roblès, amb els quals estableix una bona amistat. Entre 1947 i 1948, mentre es recupera d'una pleuresia, comença una correspondència amb Albert Camus. Gràcies a una beca, Jean Sénac viatja a París l'any 1952 on es troba amb Camus i René Char. De tornada a Algèria, va crear la revista Terrasses, de gran qualitat, de la qual tan sols es va editar un número.
Durant la guerra de la independència d'Algèria, Sénac s'instal·la a França. De tornada a Algèria publica Le Torrent de Baïnt, Aux héros purs i Jubilation. És nomenat conseller del Ministeri d'Educació del govern de Ben Bella.
Entre els anys 1963 i 1966 dirigeix la Unió d'Escriptors Algerians, adherida al partit de la revolució per a la independència de la nació i tria la nacionalitat algeriana. L'any 1963 publica La rose et l'ortie.
Després de la caiguda de Ben Bella, l'any 1965, renuncia a la Unió d'Escriptors Algerians i s'instal·la a Alger l'any 1967. Publica Citoyens de beauté (1967), Lettrier du soleil, Avant-Corps, Poemes iliaques i Diwân du Noûn (1968). Després de retirar-se a la solitud de casa seva, publica Les désordres (1972). Va morir assassinat l'any 1973.
Poeta d'avantguarda, es considerava ell mateix un autor algerià de grafia francesa. De fet, va ser dels pocs algerians d'origen europeu que van defensar la causa de la independència a Algèria.
En tota la seva obra, Sénac canta a la lluita revolucionària, en la qual diposita tota la seva esperança per crear un món de bellesa i fraternitat, una Algèria oberta a totes les cultures. El poeta hi associa també el mateix combat: la recerca profunda de la seva identitat, tant personal com cultural, i la seva lluita per fer acceptar la seva homosexualitat.
Una de les seves obres més traduïdes ha estat Bosquejo del padre para acabar con la infancia.